# Júnior Moraes
Pour les articles homonymes, voir Chaves, Ribeiro, Moraes et Júnior.
Ne pas confondre avec le footballeur brésilo-roumain Júnior Morais.
Aluísio Chaves Ribeiro Moraes Júnior, plus couramment appelé Júnior Moraes, né le 4 avril 1987 à Santos au Brésil, est un footballeur international ukrainien qui joue au poste d'attaquant.
Né brésilien, il obtient la nationalité ukrainienne en mars 2019.
Son frère aîné, Bruno Moraes, est aussi un footballeur professionnel.

## Biographie

### Débuts au Brésil
Jùnior Moraes joue son premier match professionnel le 3 mai 2007 face à Sport Club do Recife pour la première journée du championnat. Lors de la deuxième journée il est titulaire 69 minutes (défaite 3-2). Moraes enchaine ensuite les titularisation et marque son premier but en professionnel le 27 juillet 2007 face à Botafogo alors qu'il était entré en jeu à 2 minutes de la fin du temps réglementaire. Il est buteur le 11 mai 2008 lors de la première journée de la nouvelle saison du championnat.

### Départ en Europe
Le 1er janvier 2010 Moraes s'engage en faveur du Gloria Bistrița contre la somme de 10 000 euro. Dès son deuxième match, il marque un but et délivre une passe décisive. Il inscrit un doublé le match suivant. En tout, le buteur marque 20 buts pour le club roumain  et termine meilleur buteur du championnat en 2012.
Le 1er février 2011, Moraes s'engage avec les Ukrainiens du Metalurh Donetsk contre la somme de 1,25 million d'euro.
Le 1er juillet 2011 Júnior Moraes s'engage libre de tout contrat avec le CSKA Sofia. Moraes marque un but et délivre une passe décisive lors de son premier match avec les Bulgares et est auteur d'un doublé pour son 4éme match. Il récidivera 3 fois au cors de la saison et inscrira même un triplé le 19 mai 2012 contre Litech Lovetch. Il s'engagera finalement avec son ancien club du Metalurh Donetsk le 18 juillet 2012 contre 2 millions d'euro.
Le premier juillet 2015, Júnior Moraes s'engage libre de tout contrat avec le Dynamo Kiev. Il inscrit son premier but en Ligue des champions le 29 septembre 2015, lors d'un match face au Maccabi Tel-Aviv comptant pour la phase de groupe de cette compétition.

### Prêt en Chine
Le 28 février 2018, son club du Dynamo Kiev annonce son prêt au club chinois du Tianjin Tianhan contre une indemnité de prêt de 2,10 millions d'euro. Il joue son premier match avec le club chinois le 1er avril 2018. Moraes marque son premier but en Chine le 3 mai 2018 face à Dalian Professional, lors de ce match il inscrit un doublé.

### Retour en Europe
Le 1er juillet 2018, Júnior Moraes s'engage libre de tout contrat avec le Chakhtar Donetsk. Júnior Moraes perd la finale de la Supercoupe d'Ukraine pour son premier match le 21 juillet 2018. Quatre jours plus tard, il est buteur pour son premier match de championnat avec le Chakhtar. Il est buteur le match suivant et inscrit un but et délivre une passe décisive pour son quatrième match de championnat. Moraes inscrit ensuite un triplé lors de la 6e journée. Le 19 septembre 2018, il délivre une passe décisive lors du premier match de phase de poules de Ligue des Champions face à Hoffenheim. Júnior Moraes inscrit ensuite un doublé au match suivant qui permet à son équipe d'arracher le nul (2-2) face à Lyon, il est d'ailleurs élu homme du match. Moraes inscrit ensuite un but face à Lyon au match retour. Il est buteur lors de la finale de la coupe d'Ukraine le 15 mai 2019 (victoire 4-0 face à Inhoulets).

### En sélection
Le 18 mars 2019, Júnior Moraes est naturalisé ukrainien. Le lendemain, le sélectionneur Andriy Chevtchenko annonce sa convocation pour les matchs de qualification à l'Euro 2020. Le 22 mars 2019, il entre en jeu à 14 minutes de la fin du match face au Portugal. Le 11 octobre 2019, il délivre une passe décisive lors du match retour de qualification face à la Lituanie.

## Statistiques
| Saison                | Club                   | Championnat           | Championnat | Championnat | Coupe(s) nationale(s) | Coupe(s) nationale(s) | Compétition(s) continentale(s) | Compétition(s) continentale(s) | Compétition(s) continentale(s) | Total | Total |
| Saison                | Club                   | Division              | M.          | B.          | M.                    | B.                    | Comp.                          | M.                             | B.                             | M.    | B.    |
| 2007                  | Santos FC              | D1                    | 15          | 1           | -                     | -                     | CL                             | 2                              | 0                              | 17    | 1     |
| 2007                  | Santos FC              | D1                    | 1           | 1           | -                     | -                     | -                              | -                              | -                              | 1     | 1     |
| 2008                  | AA Ponte Preta (prêt)  | D1                    | -           | -           | -                     | -                     | -                              | -                              | -                              | 0     | 0     |
| 2009                  | EC Santo André         | D1                    | 2           | 1           | -                     | -                     | -                              | -                              | -                              | 2     | 1     |
| 2009-2010             | Gloria Bistrița        | D1                    | 17          | 10          | -                     | -                     | -                              | -                              | -                              | 17    | 10    |
| 2010-2011             | Gloria Bistrița        | D1                    | 15          | 8           | 3                     | 2                     | -                              | -                              | -                              | 18    | 10    |
| 2011-2012             | CSKA Sofia             | D1                    | 24          | 16          | 2                     | 1                     | -                              | -                              | -                              | 26    | 17    |
| Sous-total            | Sous-total             | Sous-total            | 74          | 37          | 5                     | 3                     | -                              | 2                              | 0                              | 81    | 40    |
| 2012-2013             | Metalurh Donetsk       | D1                    | 23          | 11          | -                     | -                     | C3                             | 4                              | 2                              | 27    | 13    |
| 2013-2014             | Metalurh Donetsk       | D1                    | 27          | 19          | 1                     | 0                     | C3                             | 2                              | 0                              | 30    | 19    |
| 2014-2015             | Metalurh Donetsk       | D1                    | 13          | 5           | -                     | -                     | -                              | -                              | -                              | 13    | 5     |
| Sous-total            | Sous-total             | Sous-total            | 63          | 35          | 1                     | 0                     | -                              | 6                              | 2                              | 70    | 37    |
| 2015-2016             | Dynamo Kiev            | D1                    | 20          | 7           | 4                     | 1                     | C1                             | 7                              | 1                              | 31    | 9     |
| 2016-2017             | Dynamo Kiev            | D1                    | 16          | 10          | 2                     | 2                     | C1                             | 6                              | 1                              | 24    | 13    |
| 2017                  | Tianjin Tianhai (prêt) | D1                    | 3           | 0           | 1                     | 2                     | -                              | -                              | -                              | 4     | 2     |
| 2017-2018             | Dynamo Kiev            | D1                    | 18          | 5           | 1                     | 0                     | C3                             | 11                             | 7                              | 30    | 12    |
| Sous-total            | Sous-total             | Sous-total            | 57          | 22          | 8                     | 5                     | -                              | 24                             | 9                              | 89    | 36    |
| 2018-2019             | Chakhtar Donetsk       | D1                    | 27          | 19          | 4                     | 3                     | C1+C3                          | 6+2                            | 3+1                            | 39    | 26    |
| 2019-2020             | Chakhtar Donetsk       | D1                    | 27          | 19          | 2                     | 0                     | C1+C3                          | 6+6                            | 2+4                            | 41    | 25    |
| 2020-2021             | Chakhtar Donetsk       | D1                    | 17          | 6           | 1                     | 1                     | C1+C3                          | 3+4                            | 0+2                            | 25    | 9     |
| 2021-2022             | Chakhtar Donetsk       | D1                    | 1           | 1           | -                     | -                     | C1                             | -                              | -                              | 1     | 1     |
| Sous-total            | Sous-total             | Sous-total            | 72          | 45          | 7                     | 4                     | -                              | 27                             | 12                             | 106   | 61    |
| Total sur la carrière | Total sur la carrière  | Total sur la carrière | 266         | 139         | 21                    | 12                    | -                              | 59                             | 23                             | 346   | 174   |

## Palmarès
Santos FC
- - Champion du Campeonato Paulista en 2007.

 CSKA Sofia
- - Supercoupe de Bulgarie en 2011.

 Dynamo Kiev
- - Championnat d'Ukraine en 2016.

 Chakhtar Donetsk
- - Championnat d'Ukraine en 2019 et 2020.
  - Coupe d'Ukraine en 2019.

Distinctions personnelles
- Meilleur buteur du Championnat de Bulgarie en 2012 (16 buts).
- Meilleur buteur du Championnat d'Ukraine en 2019 (19 buts) et en 2020 (19 buts).